# مک‌کارتی (آلاسکا)
مک‌کارتی (به انگلیسی: McCarthy) شهرکی در ناحیه سرشماری والدز-کوردووا، آلاسکا ایالت آلاسکا است که جمعیت آن در سرشماری سال ۲۰۰۰ میلادی ۴۲ نفر بوده‌است.